# ساموئل چائو چونگ تینگ
ساموئل چائو چونگ تینگ (انگلیسی: Samuel Chao Chung Ting; زاده ۲۷ ژانویه ۱۹۳۶) فیزیک‌دان آمریکایی است که در سال ۱۹۷۶ برای کشف ذرات زیر اتمی J / ψ، ذره پسی به همراه برتون ریشتر موفق به دریافت جایزه نوبل در فیزیک شد. او محقق اصلی آزمایش طیف‌سنج مغناطیسی است که در ۱۹ ماه مه ۲۰۱۱ در ایستگاه بین‌المللی فضایی نصب شده‌است.